# Filotex

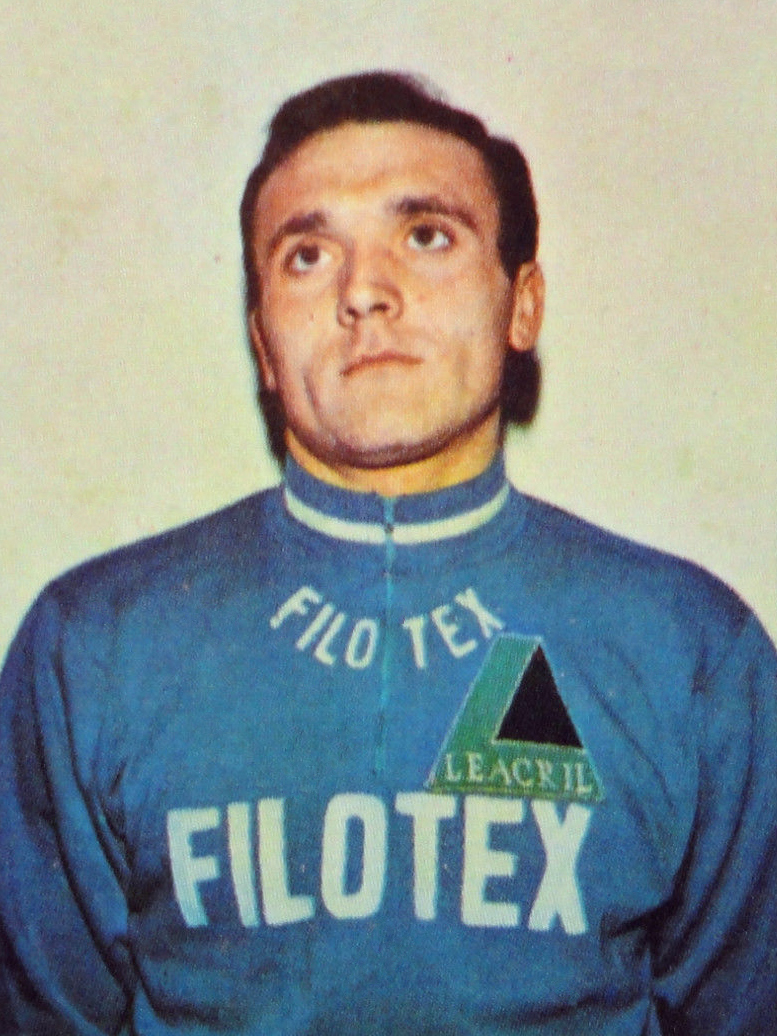
Ugo Colombo

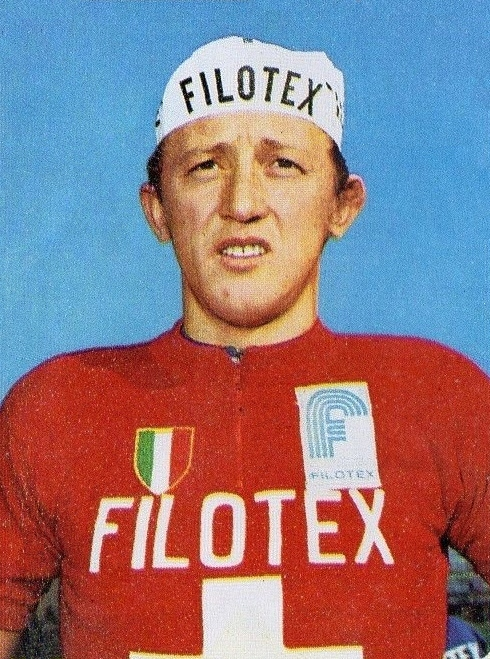
Josef Fuchs

A equipa Filotex, conhecido anteriormente como Springoil e posteriormente como Sanson, foi um equipa de ciclismo italiana, de ciclismo de estrada que competiu entre 1963 a 1980. O patrocinador principal da equipa entre 1976 a 1980 foi o produtor de alimentos italiano Sanson.

## Corredor melhor classificado nas Grandes Voltas
| Ano  | Giro d'Italia          | Tour de France        | Volta a Espanha |
| ---- | ---------------------- | --------------------- | --------------- |
| 1963 | 28.º Franco Bitossi    | -                     | -               |
| 1964 | 10.º Franco Bitossi    | -                     | -               |
| 1965 | 7.º Franco Bitossi     | -                     | -               |
| 1966 | 8.º Franco Bitossi     | 5.º Marcello Mugnaini | -               |
| 1967 | 14.º Marcello Mugnaini | -                     | -               |
| 1968 | 4.º Italo Zilioli      | -                     | -               |
| 1969 | 3.º Italo Zilioli      | -                     | -               |
| 1970 | 7.º Franco Bitossi     | -                     | -               |
| 1971 | 3.º Ugo Colombo        | -                     | -               |
| 1972 | 13.º Marcello Bergamo  | -                     | -               |
| 1973 | 15.º Francesco Moser   | -                     | -               |
| 1974 | 7.º Francesco Moser    | -                     | -               |
| 1975 | -                      | 7.º Francesco Moser   | -               |
| 1976 | 4.º Francesco Moser    | -                     | -               |
| 1977 | 2.º Francesco Moser    | -                     | -               |
| 1978 | 3.º Francesco Moser    | -                     | -               |
| 1979 | 2.º Francesco Moser    | -                     | -               |
| 1980 | 21.º Ronald De Witte   | -                     | -               |

## Principais resultados
- Volta à Suíça: Franco Bitossi (1965)
- Campeonato de Zurique: Franco Bitossi (1965, 1968), Francesco Moser (1977)
- Tirreno-Adriático: Franco Bitossi (1967), Francesco Moser (1980)
- Giro de Lombardia: Franco Bitossi (1967, 1970), Francesco Moser (1975, 1978)
- Giro do Veneto: Alberto Della Torre (1968), Franco Bitossi (1970), Francesco Moser (1979), Carmelo Barone (1980)
- Giro de Toscana: Franco Bitossi (1968), Giorgio Favaro (1969), Josef Fuchs (1972), Francesco Moser (1974, 1976, 1977)
- Volta à Catalunha: Franco Bitossi (1970), Francesco Moser (1978)
- Giro de Emilia: Franco Bitossi (1970), Francesco Moser (1974, 1979), Mario Beccia (1977)
- Paris-Tours: Francesco Moser (1974)
- Grande Prêmio de Midi Libre: Francesco Moser (1975), Claudio Bortolotto (1978)
- Flecha Valona: Francesco Moser (1977)
- Paris-Roubaix: Francesco Moser (1978, 1979, 1980)
- Milão-Sanremo: Roger De Vlaeminck (1978)
- Gante-Wevelgem: Francesco Moser (1979)
- Volta à Alemanha: Gregor Braun (1980)

### Às grandes voltas
- Giro d'Italia
  - 17 participações (1963, 1964, 1965, 1966, 1967, 1968, 1969, 1970, 1971, 1972, 1973, 1974, 1976, 1977, 1978, 1979, 1980)

- - 43 vitórias de etapa:
    - 4 em 1964: Franco Bitossi (4)
    - 3 em 1965: Guido Carlesi (2), Franco Bitossi
    - 2 em 1966: Franco Bitossi (2)
    - 2 em 1967: Franco Bitossi, Marcello Mugnaini
    - 3 em 1968: Franco Bitossi (2), Italo Zilioli
    - 4 em 1969: Franco Bitossi (2), Ugo Colombo, Italo Zilioli
    - 4 em 1970: Franco Bitossi (4)
    - 1 em 1971: Franco Bitossi
    - 1 em 1972: Ugo Colombo
    - 1 em 1973: Francesco Moser
    - 1 em 1974: Ugo Colombo
    - 4 em 1976: Francesco Moser (3), Sigfrido Fontanelli
    - 2 em 1977: Mario Beccia, Claudio Bortolotto
    - 4 em 1978: Francesco Moser (4)
    - 4 em 1979: Francesco Moser (3), Claudio Bortolotto
    - 2 em 1980: Francesco Moser, Carmelo Barone

  - 0 classificação finais:
  - 10 classificações secundárias:
    - Grande Prêmio da montanha: Franco Bitossi (1964, 1965, 1966), Claudio Bortolotto (1979)
    - Classificação por pontos: Franco Bitossi (1969, 1970), Francesco Moser (1976, 1977, 1978)
    - Classificação dos jovens: Mario Beccia (1977)

- Tour de France
  - 2 participações ((1966, 1975), )
  - 5 vitórias de etapa:
    - 3 em 1966: Franco Bitossi (2), Marcello Mugnaini
    - 2 em 1975: Francesco Moser (2)

  - 1 classificações secundárias:
    - Classificação dos jovens: Francesco Moser (1975)

- Volta a Espanha
  - 0 participações